# Acacia prasinata
Acacia prasinata é uma espécie de leguminosa do gênero Acacia, pertencente à família Fabaceae.